# Desmodium sclerophyllum
Desmodium sclerophyllum är en ärtväxtart som beskrevs av George Bentham. Desmodium sclerophyllum ingår i släktet Desmodium och familjen ärtväxter.

## Underarter
Arten delas in i följande underarter:
- D. s. sclerophyllum
- D. s. tortuosa